# Valtournenche (dolina)

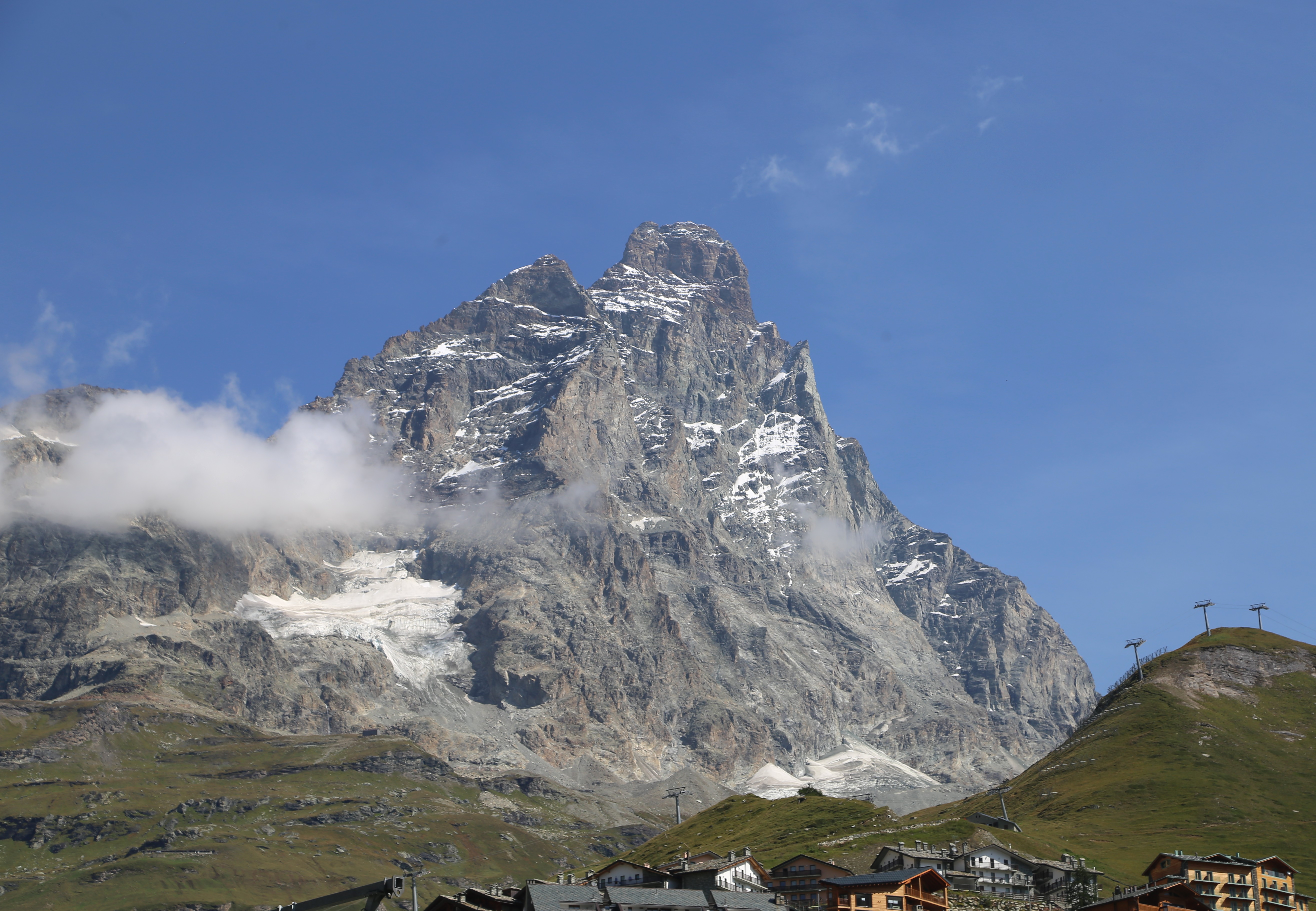
Widok na Matterhorn z miejscowości Breuil-Cervinia

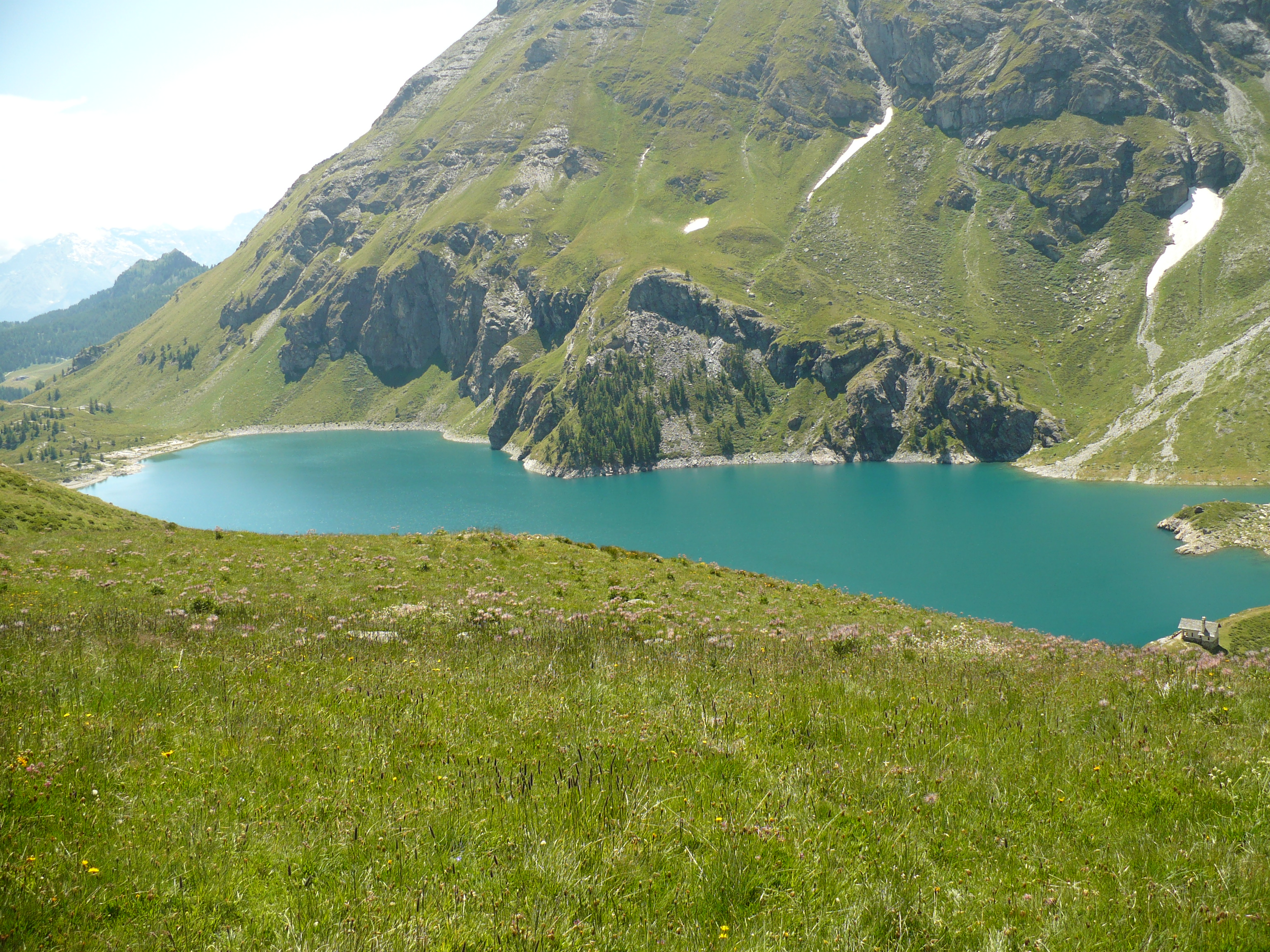
Jezioro Cignana

Valtournenche – dolina we Włoszech, w Alpach Pennińskich, w regionie Dolina Aosty. Jej wylot znajduje się w miejscowości Châtillon. Stąd dolina prowadzi prosto na północ i dochodzi do masywów Matterhorn i Breithorn – Lyskamm za którymi znajduje się szwajcarska dolina Mattertal.
Od zachodu dolinę ograniczają boczny grzbiet masywu Matterhorn i masyw Luseney–Cian, za którymi znajdują się doliny Valpelline i Vallee de Saint-Barthélemy. Od wschodu dolinę Valtournenche ogranicza boczny grzbiet masywu Breithorn – Lyskamm, za którym znajduje się dolina Val d’Ayas.
Doliną płynie potok Marmore wypływający z położonego w górnej części doliny sztucznego jeziora Goillet i z lodowców Ghiacciaio des Grandes Murailles, Ghiacciaio di Cherillon i Ghiacciaio di Mont Tabel. U wylotu doliny, w miejscowości Châtillon, wpada on do rzeki Dora Baltea. W dolinie znajduje się wiele jezior, z których największe jest sztuczne jezioro Cignana.
Najważniejszą miejscowością jest, położona w górnej części doliny u podnóża Matterhornu, Breuil-Cervinia. Inne ważniejsze miejscowości w dolinie to Valtournenche, Torgnon, La Magdeleine i Chamois.